# Bosnien-Hercegovina ved sommer-OL 2020
Bosnien-Hercegovina deltog under Sommer-OL 2020 i Tokyo som bliver afviklet i perioden 23. juli til 8. august 2021.

## Medaljer
| 2020 Tokyo          | Guld | Sølv | Bronze | Total |
| Bosnien-Hercegovina | 0    | 0    | 0      | 0     |

### Medaljevinderne
| Bosnien-Hercegovina under sommer-OL 2020 i Tokyo | Bosnien-Hercegovina under sommer-OL 2020 i Tokyo | Bosnien-Hercegovina under sommer-OL 2020 i Tokyo | Bosnien-Hercegovina under sommer-OL 2020 i Tokyo | Bosnien-Hercegovina under sommer-OL 2020 i Tokyo |
| Medalje                                          | Navn                                             | Sport                                            | Event                                            | Dato                                             |
| ------------------------------------------------ | ------------------------------------------------ | ------------------------------------------------ | ------------------------------------------------ | ------------------------------------------------ |
| -                                                | -                                                | -                                                | -                                                | -                                                |